# Mitzpe Jericho
Mitzpe Jericho (hebräisch: מִצְפֵּה יְרִיחוֹ, deutsch: Aussichtspunkt (nach) Jericho) ist eine israelische Siedlung im Westjordanland. Die Siedlung wurde 1977 gegründet und gehört zur Regionalverwaltung Mateh Benjamin. Die Einwohnerzahl beträgt 2.640 (Stand: Januar 2022).
Die internationale Gemeinschaft betrachtet Mitzpe Jericho, wie alle israelischen Siedlungen in den seit 1967 besetzten Gebieten, gemäß dem Völkerrecht als illegal. Israel bestreitet dies.

## Lage
Die Siedlung liegt in der Judäischen Wüste auf einem der letzten Hügel der Judäischen Berge, bevor das Gebirge steil ins Jordantal abfällt. Sie liegt direkt an der Haupt-Nationalstraße 1, 16 Kilometer östlich von Jerusalem und sieben Kilometer südwestlich von Jericho. Das Tote Meer ist circa 12 Kilometer von Mitzpe Jericho entfernt.

## Geschichte
Ursprünglich sollte die Siedlung während des jüdischen Feiertags Sukkot im Jahr 1977 auf direkt an Jericho angrenzendem Land gegründet werden. Weil der damalige Verteidigungsminister Ezer Weizmann dies aber ablehnte, wurden die Siedler zunächst nach Mishor Adumim, einem Ort nahe Ma’ale Adumim, an dem sich heute ein Industriegebiet befindet, gebracht. Der damalige Landwirtschaftsminister Ariel Scharon schlug daraufhin die heutige Position Mitzpe Jerichos als Ort für die Errichtung der neuen Siedlung vor. Innerhalb der nächsten Tage errichteten die Siedler die ersten Mobilheime und Zelte, um den Ort zu besiedeln. 1981 begann der Bau von befestigten Häusern. Der ursprünglichen Gruppe an Siedlern gehörten sowohl religiöse, als auch nicht-religiöse Juden an. Aufgrund von Spannungen zwischen diesen beiden Gruppen, spaltete sich der nicht-religiöse Teil der Siedler ab und gründete südlich von Jericho im Tal die Siedlung Vered Jericho. Mitzpe Jericho ist seitdem eine größtenteils religiöse Siedlung.